# ЦПОР-Донеччанка
«ЦПОР-Донеччанка» — український жіночий футбольний клуб, який представляв місто Донецьк. Багаторазовий чемпіон України та володар кубка України.

## Колишні назви
- 1992—1993: «Текстильник» Донецьк
- 1994—1996: «Донецьк-Рось» Донецьк
- 1996—1997: «Варна» Донецьк
- 1997—2002: «Донеччанка» Донецьк
- 2002: «Металург-Донеччанка» Донецьк
- 2002—2007: «Донеччанка» Донецьк
- 2007—2015: «Донеччанка-ЦПОР» Донецьк (ЦПОР — центр підготовки олімпійського резерву)

## Історія
Жіночий футбольний клуб «Текстильник» був заснований на початку 1992 року при Донецькому бавовняному комбінаті. Ініциатором створення жіночої команди був Микола Михайлович Якушев. У 1992 році команда дебютувала в першому чемпіонаті України у першій лізі, де одразу ж посіла призове друге місце. 
В наступному сезоні донецькі футболістки виступали вже у вищій лізі та за підсумками турніру посіли сьоме місце з тринадцяти команд. 
У сезоні 1994 року до клубу прийшла група спонсорів, що гарантувало команді фінансову  стабільність. Клуб змінив назву спочатку на «Донецьк-Рось», а пізніше став «Донеччанкою» і зайняв у подальші роки статус справжнього флагмана українського жіночого футболу.
У наступних шести сезонах донеччанки святкували перемогу в чемпіонаті п'ять разів: у сезонах 1994, 1995, 1996, 1998 та 1999 років. Також чотири рази донецька команда вигравала національний кубок: у 1994, 1996, 1998 та 1999 році. 
В 1995 році команда стала переможцем міжнародного турніру у Франції, а в 1996 році — у болгарському курортному місті Варна. 
«Донеччанка» цього періоду була базовою командою Національної жіночої збірної України. Шіснадцять гравчинь «Донеччанки» отримали звання «Майстер спорту України» з футболу.  
Свої домашні матчі «Донеччанка» проводила в мікрорайоні Текстильник на стадіоні Донецького індустріально-педагогічного коледжу.
У 1999 році основні спонсори пішли через що фінансова стабільність команди похитнулася, а команду покинули деякі її ключові гравці.
У 2000 році за підтримки Донецького міського голови того часу  Олександра Лук'янченко була відкрита нова  комунальна установа — Міський центр олімпійської підготовки з жіночого футболу. Офіційною метою ЦПОРу був пошук талановитих дівчат та їх підготовка для команди майстрів вищої ліги й збірних команд України. Команди центру з дівчат різного віку виступали у змаганнях на всеукраїнських турнірах та регулярно ставали там призерами. У сезоні 2002 року команда ЦПОР (Донецьк) також, як і «Донеччанка», виступала у вищій лізі. На наступний рік відбулося об'єднання двух донецьких команд, після чого назву клубу було змінено на ЖФК «ЦПОР-Донеччанка».
У сезонах 2009 та 2010 років команда зупинялась в кроці від бронзи, посідаючи в турнірній таблиці четверте місце. Знову здобути медалі та зайняти місце в трійці кращих команд країни, «ЦПОР-Донеччанка» спромоглася у чемпіонатах сезонів 2012 та 2013 років.
Через бойові дії на сході України донецька команда  припинила виступи у чемпіонаті України 2014 року вже після першого туру.
26 січня 2015 року відбулося засідання Комітету жіночого футболу ФФУ, на якому було вирішено тимчасово призупинити участь команди «ЦПОР-Донеччанка» у всеукраїнських змаганнях з огляду на неможливість безпечного в'їзду та виїзду до регіону. Велика кількість гравчинь продовжили свої виступи в чемпіонаті України у складі жіночого клубу «Ятрань» з Черкащини.

## Досягнення
- Чемпіонат України:

 Чемпіон (5): 1994, 1995, 1996, 1998, 1999
 Віце-чемпіон (2): 2000, 2001
 Бронзовий призер: (5): 1997, 2002, 2003, 2012, 2013
- Кубок України

 Володар (4): 1994, 1996, 1998, 1999
 Фіналіст (4): 1995, 1997, 2001, 2012

## Відомі гравці
Повний список гравчинь «ЦПОР-Донеччанки», статті про яких містяться у Вікіпедії, дивіться тут.
- Наталія Зінченко
- Світлана Фрішко
- Людмила Пекур
- Галина Михайленко
- Олена Мазуренко
- Тетяна Громовська
- Ганна Вороніна
- Ірина Саніна
- Ірина Майбородіна
- Раймонда Кудіте